# Hyophila laete-virens
Hyophila laete-virens là một loài rêu trong họ Pottiaceae. Loài này được Broth. mô tả khoa học đầu tiên năm 1895.